# Вальс-Зиценхайм
Вальс-Зи́ценхайм (нем. Wals-Siezenheim) — община  в Австрии, в федеральной земле Зальцбург. 
Входит в состав округа Зальцбург.  Площадь общины составляет 26,63 км², население — 13 575 человек (1 января 2021), плотность населения — 503 чел./км². Официальный код  —  50 338.

## История
Образована в 1948 году путём объединения общин Вальс и Зиценхайм.

## Население
| Год  | Численность |
| ---- | ----------- |
| 1869 | 1349        |
| 1889 | 1437        |
| 1890 | 1479        |
| 1900 | 1621        |
| 1910 | 1714        |
| 1923 | 1842        |
| 1934 | 2032        |
| 1939 | 2489        |
| 1951 | 3112        |
| 1961 | 6341        |
| 1971 | 7207        |
| 1981 | 7766        |
| 1991 | 9563        |
| 2001 | 11024       |
| 2011 | 12173       |
| 2021 | 13575       |

## Политическая ситуация
Бургомистр общины — Лудвиг Бирингер (АНП) по результатам выборов 2004 года.
Совет представителей община (нем. Gemeinderat) состоит из 25 мест.
- АНП занимает 15 мест.
- СДПА занимает 6 мест.
- местный список: 3 места.
- АПС занимает 1 место.

## Известные уроженцы
- Франц Бергер (1940—2012) — борец, бронзовый призёр чемпионата Европы.